# Федермессер, Виталий Александрович
Вита́лий Алекса́ндрович Федерме́ссер (24 сентября 1940, Сталинабад — 19 июля 2008, Гамбург) — советский, российский хозяйственный деятель, предприниматель.

## Биография
В 1965 году окончил Ленинградский технологический институт целлюлозно-бумажной промышленности.
С 1965 года работал на Кондопожском целлюлозно-бумажном комбинате, ныне ОАО «Кондопога». Работал начальником смены, заместителем начальника бумажной фабрики, с 1971 года — главным технологом предприятия, заместителем главного инженера по бумажным фабрикам, начальником производства, главным инженером.
С 1989 года по 2008 год — генеральный директор комбината.
Под руководством В. А. Федермессера на предприятии последовательно проводилось техническое перевооружение производства, вводились новые производственные мощности. По его инициативе построены жилые дома для работников, гостиница, лыжный центр, спортивный клуб, Дворец искусств, санаторий, Ледовый дворец.
Неоднократно избирался депутатом местных Советов.
С 2006 года — депутат Законодательного Собрания Республики Карелия по Гирвасскому одномандатному избирательному округу. Член Комитета по государственному устройству, вопросам местного самоуправления и национальной политики. Член фракции Всероссийской политической партии «Единая Россия».
Умер после тяжёлой и продолжительной болезни в одной из клиник Гамбурга. Похоронен на Сулажгорском кладбище в Петрозаводске.

## Оценки деятельности
Газета Губернія отмечала:
Именно благодаря Виталию Федермессеру в городе появились современный дворец спорта, дворец искусств с органным залом, поликлиника, профилакторий и многое другое. Кондопога стала по праву считаться визитной карточкой республики: именно на её примере высоким российским и иностранным гостям стали показывать карельские достижения.
В некрологе от имени Законодательного собрания Республики было отмечено:
В. А. Федермессер внёс большой вклад в развитие предприятия, которое возглавил в 1989 году и благодаря его усилиям которое стало флагманом промышленности республики, одним из главных поставщиков и экспортёров газетной бумаги России.

## Награды
- Орден «За заслуги перед Отечеством» II степени (29 июня 1999 года) — за заслуги перед государством, большой вклад в развитие целлюлозно-бумажной промышленности[2]
- Орден «За заслуги перед Отечеством» IV степени (12 мая 1997 года) — за заслуги перед государством и большой вклад в развитие использование лесного фонда[3]
- Орден «Знак Почёта»
- Медаль «За трудовое отличие»
- Заслуженный работник лесной промышленности Карельской АССР (1990)
- Заслуженный работник культуры Республики Карелия (1995)
- Почётный гражданин Республики Карелия (5 июня 1999 года) — за выдающиеся заслуги и большой личный вклад в научное, культурное и социально-экономическое развитие Республики Карелия[4]
- Звание «Человек 2002 года Республики Карелия» — за высокий профессионализм в руководстве предприятием и большой личный вклад в его техническое перевооружение и модернизацию, наращивание объёмов производства, а также за активное развитие социальной сферы города Кондопоги и материальную поддержку ветеранов труда[5]
- Почётная грамота Законодательного Собрания Республики Карелия (17 июня 2004 года) — за существенный вклад в обеспечение деятельности органов представительной власти в Республике Карелия[6]
- Почётный гражданин города Кондопоги
- Почётный доктор Петрозаводского государственного университета

## Память
27 мая 2021 года в Кондопоге на площади Училища олимпийского резерва был открыт памятник «Лёд и пламя», посвящённый Виталию Федермессеру. Автор монумента — скульптор Александр Ким.